# Aeshna ellioti
Aeshna ellioti är en trollsländeart. Aeshna ellioti ingår i släktet mosaiktrollsländor, och familjen mosaiktrollsländor.

## Underarter
Arten delas in i följande underarter:
- A. e. ellioti
- A. e. usambarica